# Долтрі Келгун
«Долтрі Келгун» (англ. Daltry Calhoun) — американська стрічка 2005 року режисерки Катрін Ґолден Бронсон. Одним з продюсерів фільму є Квентін Тарантіно. Прем'єра відбулася 25 вересня 2005 року.

## Синопсис
Для Долтрі настали непрості часи. Його бізнес знаходиться на межі банкрутства, а в цей час життя підкидає йому нове завдання. Тепер герой змушений дбати про свою чотирнадцятирічну доньку, яку він ніколи не бачив, а сама дівчинка не знає про їх родинні зв"язки.

## У ролях
| Актор           | Роль          |
| --------------- | ------------- |
| Джонні Ноксвілл | Долтрі Келгун |
| Джульєт Льюїс   | Флора         |
| Елізабет Бенкс  | Мей           |
| Кік Ґаррі       | Френкі        |
| Девід Кокнер    | Дойл Ірл      |
| Софі Трауб      | Джун          |
| Бет Ґрант       | Ді            |
| Ендрю Прайн     | шериф Кабот   |

## Знімальна група
- Режисер — Катріна Ґолден Бронсон
- Сценарист — Катріна Ґолден Бронсон
- Продюсер — Даніель Ренфрю, Тодд Кінґ, Еріка Стейнберґ
- Композитор — Джон Шайгерт